# Merremia ampelophylla
Merremia ampelophylla är en vindeväxtart som beskrevs av Hallier f. Merremia ampelophylla ingår i släktet Merremia och familjen vindeväxter. Inga underarter finns listade i Catalogue of Life.